# Petit-Palais-et-Cornemps
Pour les articles homonymes, voir Petit Palais (homonymie).
Petit-Palais-et-Cornemps (/pø.ti.pale.e.kɔʁ.nɛ̃ps/) est une commune française située dans le département de la Gironde en région Nouvelle-Aquitaine.

## Géographie

### Localisation
La commune, traversée par le 45e Parallèle, est de ce fait située à égale distance du pôle Nord et de l'équateur terrestre (environ 5 000 km).
La commune de Petit-Palais-et-Cornemps se situe dans le canton du Nord-Libournais et dans l'arrondissement de Libourne.

### Communes limitrophes
Son territoire est limitrophe de ceux de cinq communes :
Les communes limitrophes sont Saint-Médard-de-Guizières, Lussac, Puynormand, Saint-Sauveur-de-Puynormand et Tayac.
|        | Saint-Médard-de-Guizières | Saint-Sauveur-de-Puynormand |
|        | Petit-Palais-et-Cornemps  | Puynormand                  |
| Lussac |                           | Tayac                       |

### Géologie et relief
La superficie de la commune est de 1 432 hectares ; son altitude varie de 16  à   85 mètres.

### Climat
Pour des articles plus généraux, voir Climat de la Nouvelle-Aquitaine et Climat de la Gironde.
Historiquement, la commune est exposée à un climat océanique aquitain.  
En 2020, Météo-France publie une typologie des climats de la France métropolitaine dans laquelle la commune est exposée à un climat océanique et est dans la région climatique  Aquitaine, Gascogne, caractérisée par une pluviométrie abondante au printemps, modérée en automne, un faible ensoleillement au printemps, un été chaud (19,5 °C), des vents faibles, des brouillards fréquents en automne et en hiver et des orages fréquents en été (15 à 20 jours).
Pour la période 1971-2000, la température annuelle moyenne est de 12,7 °C, avec une amplitude thermique annuelle de 14,9 °C. Le cumul annuel moyen de précipitations est de 833 mm, avec 11,2 jours de précipitations en janvier et 6,5 jours en juillet. Pour la période 1991-2020, la température moyenne annuelle observée sur la station météorologique la plus proche, située sur la commune de Saint-Émilion à 12 km à vol d'oiseau, est de 13,9 °C et le cumul annuel moyen de précipitations est de 798,1 mm,. Pour l'avenir, les paramètres climatiques de la commune estimés pour 2050 selon différents scénarios d’émission de gaz à effet de serre sont consultables sur un site dédié publié par Météo-France en novembre 2022.

## Urbanisme

### Typologie
Au 1er janvier 2024, Petit-Palais-et-Cornemps est catégorisée commune rurale à habitat dispersé, selon la nouvelle grille communale de densité à sept niveaux définie par l'Insee en 2022.
Elle est située hors unité urbaine et hors attraction des villes,.

### Occupation des sols

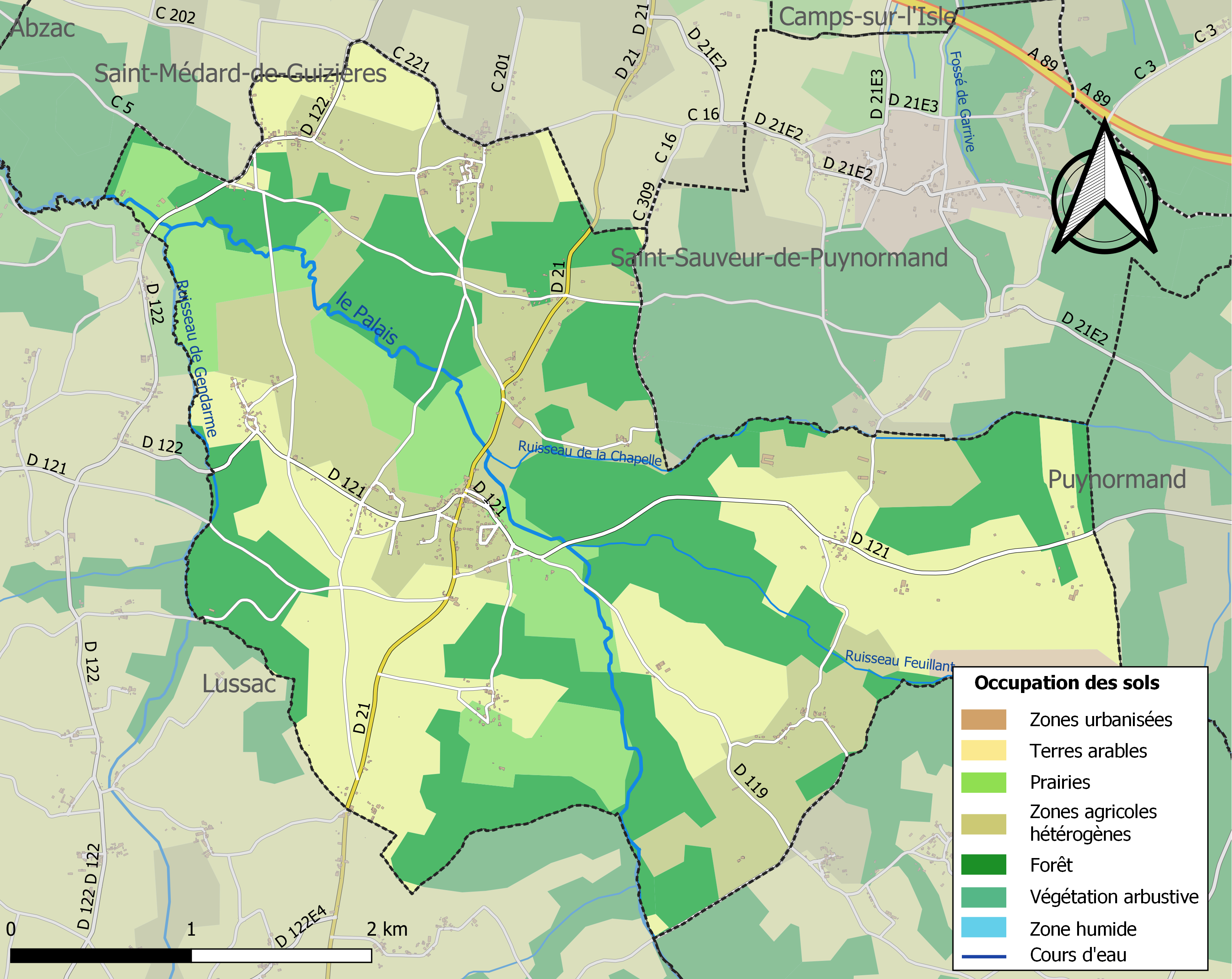
Carte des infrastructures et de l'occupation des sols de la commune en 2018 (CLC).

L'occupation des sols de la commune, telle qu'elle ressort de la base de données européenne d’occupation biophysique des sols Corine Land Cover (CLC), est marquée par l'importance des territoires agricoles (64,9 % en 2018), en diminution par rapport à 1990 (67,9 %). La répartition détaillée en 2018 est la suivante : 
forêts (33,2 %), cultures permanentes (28,6 %), zones agricoles hétérogènes (24,5 %), prairies (11,8 %), zones industrielles ou commerciales et réseaux de communication (2 %). L'évolution de l’occupation des sols de la commune et de ses infrastructures peut être observée sur les différentes représentations cartographiques du territoire : la carte de Cassini (XVIIIe siècle), la carte d'état-major (1820-1866) et les cartes ou photos aériennes de l'IGN pour la période actuelle (1950 à aujourd'hui).

### Risques majeurs
Le territoire de la commune de Petit-Palais-et-Cornemps est vulnérable à différents aléas naturels : météorologiques (tempête, orage, neige, grand froid, canicule ou sécheresse), inondations, feux de forêts, mouvements de terrains et séisme (sismicité faible). Un site publié par le BRGM permet d'évaluer simplement et rapidement les risques d'un bien localisé soit par son adresse soit par le numéro de sa parcelle.
La commune a été reconnue en état de catastrophe naturelle au titre des dommages causés par les inondations et coulées de boue survenues en 1982, 1983, 1999 et 2009,.
Petit-Palais-et-Cornemps est exposée au risque de feu de forêt. Depuis le 20 avril 2016, les départements de la Gironde, des Landes et de Lot-et-Garonne disposent d’un règlement interdépartemental de protection de la forêt contre les incendies. Ce règlement vise à mieux prévenir les incendies de forêt, à faciliter les interventions des services et à limiter les conséquences, que ce soit par le débroussaillement, la limitation de l’apport du feu ou la réglementation des activités en forêt. Il définit en particulier cinq niveaux de vigilance croissants auxquels sont associés différentes mesures,.
Les mouvements de terrains susceptibles de se produire sur la commune sont des tassements différentiels.

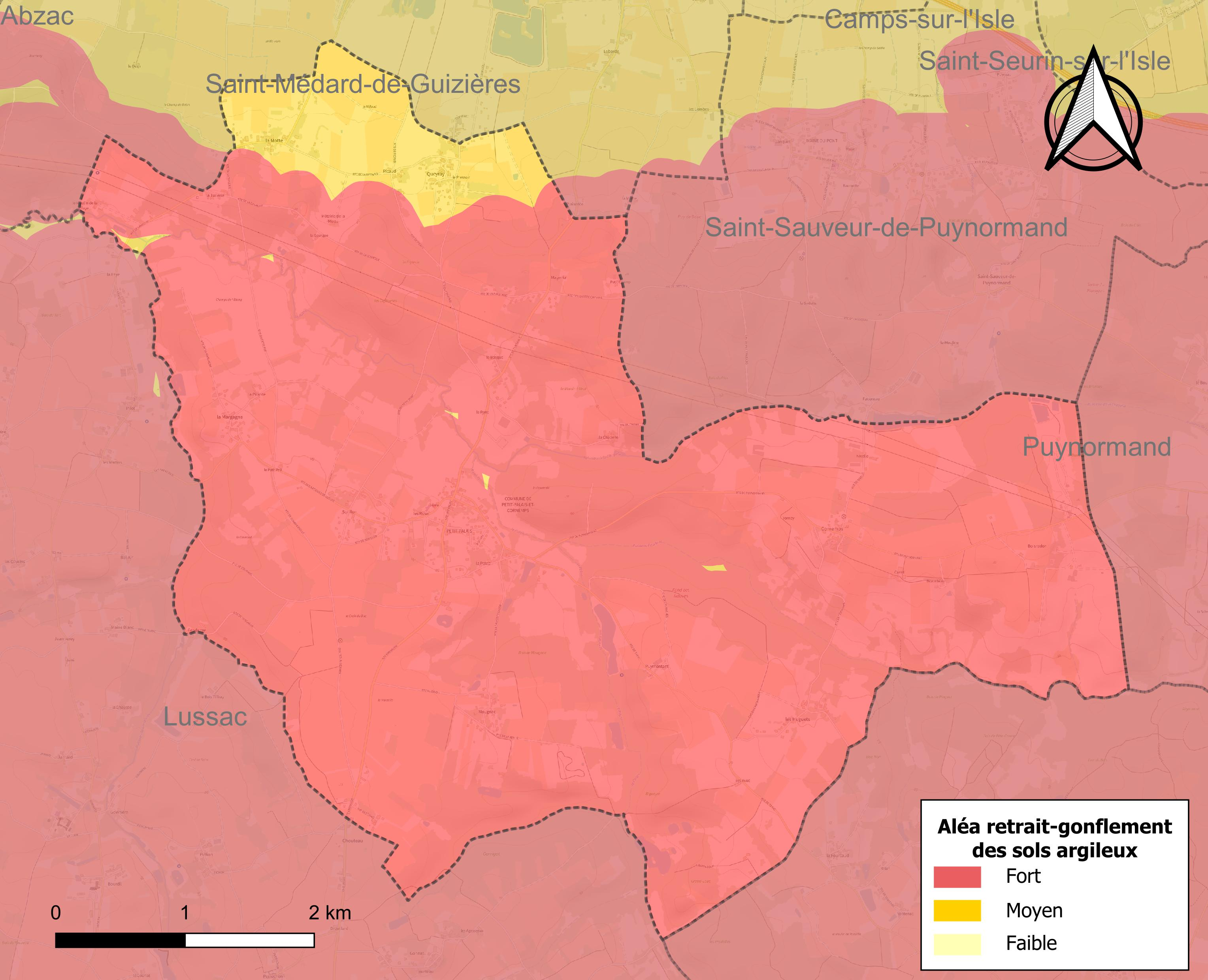
Carte des zones d'aléa retrait-gonflement des sols argileux de Petit-Palais-et-Cornemps.

Le retrait-gonflement des sols argileux est susceptible d'engendrer des dommages importants aux bâtiments en cas d’alternance de périodes de sécheresse et de pluie. La totalité de la commune est en aléa moyen ou fort (67,4 % au niveau départemental et 48,5 % au niveau national). Sur les 321 bâtiments dénombrés sur la commune en 2019,  321 sont en aléa moyen ou fort, soit 100 %, à comparer aux 84 % au niveau départemental et 54 % au niveau national. Une cartographie de l'exposition du territoire national au retrait gonflement des sols argileux est disponible sur le site du BRGM,.
Par ailleurs, afin de mieux appréhender le risque d’affaissement de terrain, l'inventaire national des cavités souterraines permet de localiser celles situées sur la commune.
Concernant les mouvements de terrains, la commune a été reconnue en état de catastrophe naturelle au titre des dommages causés par la sécheresse en 1990, 2005, 2009 et 2012 et par des mouvements de terrain en 1999.

## Histoire
En 1816, la commune de Petit-Palais absorbe celle de Cornemps pour constituer Petit-Palais-et-Cornemps.

### Accident routier de Puisseguin
C'est de Petit-Palais qu'étaient originaires 28 des 43 victimes de l'accident routier de Puisseguin dont Michel Rogerie, maire de 2001 à 2008. Le matin du 23 octobre 2015, un car de tourisme emmenant pour une excursion d'une journée dans le Béarn des membres du club des personnes âgées de Petit-Palais et de communes environnantes a percuté un semi-remorque grumier sur une route départementale, à Puisseguin, une commune de Gironde située quelques kilomètres plus au sud. C'est l'accident routier le plus meurtrier de France depuis l'accident de Beaune en 1982.
Quelques jours plus tard, le 27 octobre, une cérémonie d'hommage républicain, en présence du président de la République François Hollande, du Premier ministre Manuel Valls et de plusieurs ministres se déroule à Petit-Palais-et-Cornemps, sous un chapiteau monté sur le terrain de football.

## Politique et administration

### Administration municipale
Le nombre d'habitants au dernier recensement étant compris entre 500 et 1 499, le nombre de membres du conseil municipal est de 15.

### Liste des maires
| Période   | Période                     | Identité                | Étiquette | Qualité      |
| --------- | --------------------------- | ----------------------- | --------- | ------------ |
| mars 2001 | mars 2008                   | Michel Rogerie          |           |              |
| mars 2008 | En cours (au 30 avril 2014) | Patricia Raichini Baron |           | Agricultrice |

## Population et société

### Démographie
L'évolution du nombre d'habitants est connue à travers les recensements de la population effectués dans la commune depuis 1793. Pour les communes de moins de 10 000 habitants, une enquête de recensement portant sur toute la population est réalisée tous les cinq ans, les populations de référence des années intermédiaires étant quant à elles estimées par interpolation ou extrapolation. Pour la commune, le premier recensement exhaustif entrant dans le cadre du nouveau dispositif a été réalisé en 2006.

En 2022, la commune comptait 738 habitants, en évolution de +1,93 % par rapport à 2016 (Gironde : +6,91 %, France hors Mayotte : +2,11 %).
| 1793 | 1800 | 1806 | 1821 | 1831 | 1836 | 1841 | 1846 | 1851 |
| ---- | ---- | ---- | ---- | ---- | ---- | ---- | ---- | ---- |
| 596  | 503  | 485  | 556  | 592  | 612  | 613  | 575  | 577  |

| 1856 | 1861 | 1866 | 1872 | 1876 | 1881 | 1886 | 1891 | 1896 |
| ---- | ---- | ---- | ---- | ---- | ---- | ---- | ---- | ---- |
| 608  | 641  | 709  | 716  | 702  | 671  | 623  | 528  | 600  |

| 1901 | 1906 | 1911 | 1921 | 1926 | 1931 | 1936 | 1946 | 1954 |
| ---- | ---- | ---- | ---- | ---- | ---- | ---- | ---- | ---- |
| 605  | 594  | 613  | 619  | 624  | 635  | 567  | 554  | 593  |

| 1962 | 1968 | 1975 | 1982 | 1990 | 1999 | 2006 | 2011 | 2016 |
| ---- | ---- | ---- | ---- | ---- | ---- | ---- | ---- | ---- |
| 568  | 530  | 503  | 489  | 565  | 551  | 617  | 737  | 724  |

| 2021 | 2022 | - | - | - | - | - | - | - |
| ---- | ---- | - | - | - | - | - | - | - |
| 731  | 738  | - | - | - | - | - | - | - |

## Culture locale et patrimoine

### Lieux et monuments
La commune contient :
- deux monuments répertoriés à l'inventaire des monuments historiques[33] ;
- un lieu répertorié à l'inventaire général du patrimoine culturel[34] ;
- ainsi qu'un objet répertorié à l'inventaire des monuments historiques[35].

L'église Saint Pierre, édifice du XIIIe siècle avec un tympan sculpté, est classée à l'inventaire des monuments historiques depuis 1846.
L'Église Notre-Dame de Cornemps, édifice du XIIe siècle est inscrite à l'inventaire des monuments historiques depuis 1925.